# Малањино
Малањино (итал. Malagnino) је насеље у Италији у округу Кремона, региону Ломбардија.
Према процени из 2011. у насељу је живело 858 становника. Насеље се налази на надморској висини од 42 м.

## Становништво
Према резултатима пописа становништва 2011. у општини је живело 1.525 становника.
| 1936. | 1951. | 1961. | 1971. | 1981. | 1991. | 2001. | 2011. |
| ----- | ----- | ----- | ----- | ----- | ----- | ----- | ----- |
| 1.642 | 1.604 | 1.160 | 884   | 874   | 1.020 | 1.145 | 1.525 |